# التركيبة السكانية لهندسة البرمجيات
يشكل مهندسو البرمجيات جزءًا من القوى العاملة حول العالم. اعتبارًا من عام 2016، يقدر أن هناك 21 مليون مطور برمجيات محترف.

## الولايات المتحدة الأمريكية
اعتبارًا من عام 2016، قدر أن 3.87 مليون مطور برمجيات محترف عملوا في الولايات المتحدة من إجمالي القوى العاملة البالغ 152 مليونًا (2.54 %).

### ملخص
استنادًا إلى بيانات من مكتب الولايات المتحدة لإحصاءات العمل من عام 2002، عمل حوالي 612000 مهندس برمجيات في الولايات المتحدة، حوالي واحد من كل 200 عامل. كان هناك 55 % إلى 60 % مثل العديد من مهندسي البرمجيات مثل جميع المهندسين التقليديين. تشير هذه المقارنة إلى ما إذا كان المرء يقارن عدد الممارسين أو المديرين أو المعلمين أو الفنيين أو المبرمجين. تضم هندسة البرمجيات 612000 ممارس، 264.790 مديرًا، و16.495 معلمًا، و457.320 مبرمجًا.
| وظيفة   | #       | عنوان SE                     | #         | عنوان TE                     | نسبة SE إلى TE |
| ------- | ------- | ---------------------------- | --------- | ---------------------------- | -------------- |
| ممارسين | 611.900 | مهندسو البرمجة               | 1.157.020 | مهندسين تقليديين             | 53%            |
| مدراء   | 264.790 | مدراء الحاسوب ونظم المعلومات | 413.750   | مدراء الهندسة + مدراء البناء | 64%            |
| متعلمين | 16.495  | علم الحاسوب (عملي)           | 29.310    | مدرسو الهندسة                | 56%            |
| فنيين   | 457.320 | مبرمجو الحاسوب               | 516.170   | فنيو الهندسة                 | 88%            |

### مهندسو البرمجيات مقابل المهندسين التقليديين
يقارن الجدولان التاليان عدد مهندسو البرمجيات (611.900)، مقابل عدد المهندسين التقليديين (1.157.020). النسبة 53%.
هناك 1500000 شخص آخر في تحليل النظام، وإدارة النظام، ودعم الحاسوب، وقد يُطلق على العديد منهم مهندسو البرمجيات.يدير العديد من محللي الأنظمة فرق تطوير البرمجيات والتحليل دور مهم في هندسة البرمجيات، لذلك يمكن اعتبار العديد منهم مهندسو برمجيات في المستقبل القريب.هذا يعني أن عدد مهندسو البرمجيات قد يكون في الواقع أعلى بكثير. لاحظ أيضًا أن عدد مهندسو البرمجيات انخفض بنسبة 5% إلى 10% من 2000 إلى 2002.
| شيفرة   | وصف                              | رقم     | الأجر بالساعة | الأجر بالساعة | الراتب السنوي | الراتب السنوي |
| ------- | -------------------------------- | ------- | ------------- | ------------- | ------------- | ------------- |
| 15-1031 | هندسة البرمجيات والتطبيقات       | 356.760 | $34.09        | $35.48        | $73.800       | 0.7 %         |
| 15-1032 | مهندس برمجيات                    | 255.040 | $35.60        | $36.46        | $75.840       | 0.6 %         |
| 17-2011 | مهندسو الفضاء                    | 74.210  | $34.97        | $35.63        | $74.110       | 1.1 %         |
| 17-2021 | مهندسين زراعيين                  | 2.500   | $24.38        | $26.79        | $55.730       | 2.9 %         |
| 17-2031 | مهندسين طبيين                    | 7.130   | $29.04        | $30.97        | $64.420       | 1.7 %         |
| 17-2041 | مهندسين كيميائيين                | 32.110  | $34.85        | $36.06        | $75.010       | 1.0 %         |
| 17-2051 | مهندس مدني                       | 207.480 | $28.88        | $30.29        | $63.010       | 0.4 %         |
| 17-2061 | مهندسو أجهزة الحاسوب             | 67.180  | $34.69        | $36.61        | $76.150       | 1.1 %         |
| 17-2071 | مهندسين كهربائيين                | 146.180 | $32.78        | $33.88        | $70.480       | 0.4 %         |
| 17-2072 | هندسة الإلكترونيات والحاسوب      | 126.020 | $33.62        | $34.43        | $71.600       | 0.6 %         |
| 17-2081 | مهندسون بيئيون                   | 45.720  | $29.52        | $30.50        | $63.440       | 0.7 %         |
| 17-2111 | الصحة والسلامة، باستثناء التعدين | 34.160  | $27.89        | $28.77        | $59.830       | 0.7 %         |
| 17-2112 | مهندسين صناعيين                  | 151.760 | $29.88        | $30.57        | $63.590       | 0.3 %         |
| 17-2121 | مهندس بحري، مهندسون بحريون       | 4.810   | $32.04        | $32.83        | $68.280       | 2.2 %         |
| 17-2131 | مهندسو المواد                    | 22.780  | $30.09        | $30.92        | $64.310       | 1.0 %         |
| 17-2141 | مهندسون ميكانيكيون               | 203.620 | $30.23        | $31.33        | $65.170       | 0.4 %         |
| 17-2151 | هندسة التعدين والجيولوجيا        | 5.050   | $29.70        | $31.14        | $64.770       | 2.4 %         |
| 17-2161 | مهندسين نوويين                   | 15.180  | $39.11        | $39.57        | $82.300       | 1.3 %         |
| 17-2171 | مهندسو البترول                   | 11.130  | $40.08        | $41.13        | $85.540       | 1.4 %         |

### مدراء الحاسوب مقابل مدراء البناء والهندسة
يدير مديرو أنظمة الحاسوب والمعلومات (264.790) مشاريع البرامج، بالإضافة إلى عمليات الحاسوب. وبالمثل، يشرف مدراء الإنشاءات والهندسة (413.750) على المشاريع الهندسية ومصانع التصنيع ومواقع البناء. إدارة الحاسوب هي 64% من حجم البناء وإدارة الهندسة.
| شيفرة   | وصف                          | رقم     | الأجربالساعة | الأجربالساعة | الراتب السنوي | الراتب السنوي |
| ------- | ---------------------------- | ------- | ------------ | ------------ | ------------- | ------------- |
| 11-3021 | مدراء الحاسوب ونظم المعلومات | 264.790 | $40.98       | $43.48       | $90.440       | 0.3%          |
| 11-9021 | مدراء البناء                 | 208.360 | $30.53       | $34.24       | $71.210       | 0.7%          |
| 11-9041 | مدراء الهندسة                | 205.390 | $43.71       | $46.03       | $95.750       | 0.3%          |

#### معلمو هندسة البرمجيات مقابل معلمي الهندسة
حتى الآن، كان علم الحاسوب هو الدرجة الرئيسية التي يجب اكتسابها، سواء أراد المرء إنشاء أنظمة برمجيات (هندسة البرمجيات) أو دراسة الجوانب النظرية والرياضية لأنظمة البرمجيات (علم الحاسوب). تشير البيانات إلى أن عدد معلمي الكيمياء والفيزياء (29.610) يساوي تقريبًا عدد معلمي الهندسة (29.310). ويقدر بالمثل أن 1⁄2 من معلمي علم الحاسوب يؤكدون على (هندسة البرمجيات) (16.495) و 1⁄2 من معلمي علم الحاسوب يؤكدون على النظرية (علم الحاسوب) (16.495). وهذا يعني أن تعليم هندسة البرمجيات هو 56% من حجم التعليم الهندسي التقليدي. علم الحاسوب أكبر من كل الهندسة، وأكبر من جميع الفيزياء والكيمياء.
| شيفرة   | وصف                                     | رقم    | الأجرة بالساعة | الأجرة بالساعة | الراتب السنوي | الراتب السنوي |
| ------- | --------------------------------------- | ------ | -------------- | -------------- | ------------- | ------------- |
| 25-1021 | معلم علم الحاسوب، مرحلة ما بعد الثانوية | 32.990 | (4)            | (4)            | $55.330       | 1.1%          |
| 25-1032 | مدرسو الهندسة، ما بعد الثانوي           | 29.310 | (4)            | (4)            | $73.100       | 1.3%          |
| 25-1052 | معلمو الكيمياء، ما بعد الثانوي          | 17.670 | (4)            | (4)            | $60.800       | 1.3%          |
| 25-1054 | مدرسو الفيزياء، ما بعد الثانوي          | 11.940 | (4)            | (4)            | $66.960       | 1.0           |

### أدوار البرمجيات والهندسة الأخرى
| شيفرة   | وصف                                 | رقم     | الأجرة بالساعة | الأجرة بالساعة | الراتب السنوي | الراتب السنوي |
| ------- | ----------------------------------- | ------- | -------------- | -------------- | ------------- | ------------- |
| 15-1051 | محللو نظم الحاسوب                   | 467.750 | $30.24         | $31.20         | $64.890       | 0.5%          |
| 15-1041 | أخصائيو دعم الحاسوب                 | 478.560 | $18.80         | $20.35         | $42.320       | 0.5%          |
| 15-1061 | مسؤولو قواعد البيانات               | 102.090 | $26.68         | $28.41         | $59.080       | 0.5%          |
| 15-1071 | مسؤولو الشبكات وأنظمة الحاسوب       | 232.560 | $26.35         | $27.70         | $57.620       | 0.4%          |
| 15-1081 | محللو نظم الشبكات واتصالات البيانات | 133.460 | $28.09         | $29.51         | $61.390       | 0.6%          |
| 17-3011 | الصائغون المعماريون والمدنيون       | 101.190 | $17.95         | $18.78         | $39.060       | 0.6%          |
| 17-3012 | صائغو الكهرباء والإلكترونيات        | 35.470  | $19.76         | $21.16         | $44.020       | 0.8%          |
| 17-3013 | صائغ ميكانيكي                       | 68.280  | $19.58         | $20.71         | $43.080       | 0.9%          |

### العلاقة الديموغرافية لتكنولوجيا المعلومات
يعد مهندسو البرمجيات جزءًا من مجتمع البرامج والأجهزة والتطبيقات والعمليات الأكبر بكثير. في عام 2000 في الولايات المتحدة، كان هناك حوالي 680.000 مهندس برمجيات وحوالي 10.000.000 عامل في تكنولوجيا المعلومات.
لا توجد اأرقام على المختبرين في بيانات BLS.

## الهند
كان هناك نمو صحي في عدد متخصصي تكنولوجيا المعلومات في الهند على مدى السنوات القليلة الماضية. من قاعدة من 6.800 عامل معرفة في 1985-86، ارتفع العدد إلى 522.000 متخصص في البرمجيات والخدمات بنهاية 2001-02. ويقدر أنه من بين 528.000 من العاملين في مجال المعرفة، يعمل ما يقرب من 170.000 في صناعة تصدير برامج وخدمات تكنولوجيا المعلومات، ما يقرب من 10.6000 يعملون في الخدمات التي تدعم تقنية المعلومات وأكثر من 230.000 في مؤسسات المستخدمين.